# Groby Castle Hill
Groby Castle Hill är ett slott i Storbritannien.   Det ligger i grevskapet Leicestershire och riksdelen England, i den södra delen av landet, 150 km nordväst om huvudstaden London. Groby Castle Hill ligger 96 meter över havet.
Terrängen runt Groby Castle Hill är huvudsakligen platt, men norrut är den kuperad. Runt Groby Castle Hill är det mycket tätbefolkat, med 3 895 invånare per kvadratkilometer. Närmaste större samhälle är Leicester, 7,0 km öster om Groby Castle Hill. Trakten runt Groby Castle Hill består till största delen av jordbruksmark.